# Chrysobothris viridicyanea
Chrysobothris viridicyanea är en skalbaggsart som beskrevs av Horn 1886. Chrysobothris viridicyanea ingår i släktet Chrysobothris och familjen praktbaggar. Inga underarter finns listade i Catalogue of Life.